# 廣木まこ
廣木 まこ（ひろき まこ、1993年11月8日 - ）は、宮城県仙台市出身の元女子競輪選手。現役時代は日本競輪選手会福岡支部所属、ホームバンクは久留米競輪場。日本競輪選手養成所（以下、養成所）第118期生。師匠は藤田剣次（85期）。

## 経歴
中学、高校時代はバレーボールおよびバドミントンをしていた。
父親が海上保安庁でヘリコプターのパイロットをしていたこともあり、自身も同じくヘリコプターのパイロットに憧れ、大学1年のときに2度目の受験で海上保安庁の採用試験に合格。ただ、海上保安庁に入庁後は訓練を受けたもののパイロットになれなかったこともあり、退職を決意。
スポーツジムに転職後、トレーニング中に競輪関係者から声を掛けられたこともあってガールズケイリンに魅力を感じ退職、競輪選手に挑戦することにした。
2019年1月17日、競輪学校第118回技能試験に合格。養成所での競走成績は12位（9勝）。
2020年5月15日、広島競輪場でデビューし3着。初勝利は同年5月29日の小倉競輪場で挙げた。
2022年11月24日、富山FIIで初優勝（同期の杉浦菜留と同着優勝）。
2024年6月17日の西武園FIIで2度目の優勝を果たしたほか、GI・オールガールズクラシックにも第1回・第2回とも出場するなど安定して成績を残していたが、同年7月26日の豊橋FII2日目第6レースで1着となったあと、そのまま途中欠場。これが現役最後のレースとなった。
2024年8月8日、選手登録消除。通算戦績は376戦54勝、優勝2回。